# 七丘鳄属
七丘鳄属（学名：Eptalofosuchus）是爬行纲的一属。

## 下属物种
本属包括以下物种：
- Eptalofosuchus viridi Marinho et al., 2022[2]